# Illice croesus
Illice croesus là một loài bướm đêm thuộc phân họ Arctiinae, họ Erebidae.